# Maratus amabilis
Maratus amabilis là một loài nhện trong họ Salticidae.
Loài này thuộc chi Maratus. Maratus amabilis được Ferdinand Karsch miêu tả năm 1878.